# Saint-Sulpice-de-Pommeray
Saint-Sulpice-de-Pommeray ist eine französische Gemeinde im Département Loir-et-Cher in der Region Centre-Val de Loire. Die Bevölkerung beläuft sich auf 1.841 Einwohner (Stand: 1. Januar 2022). Saint-Sulpice-de-Pommeray gehört zum Arrondissement Blois und zum Kanton Veuzain-sur-Loire (bis 2015: Kanton Blois-5).

## Geographie
Saint-Sulpice-de-Pommeray liegt zwischen Orléans und Tours. Der Cisse begrenzt die Gemeinde im Nordwesten. Umgeben wird Saint-Sulpice-de-Pommeray von den Nachbargemeinden Fossé im Norden, Villebarou im Nordosten, Blois im Süden und Osten, Valencisse (Ortsteil Molineuf) im Südwesten sowie Saint-Lubin-en-Vergonnois im Westen.

## Geschichte
2002 wurde der Zusatz de Pommeray dem Gemeindenamen hinzugefügt.

### Bevölkerungsentwicklung
| 1962                       | 1968 | 1975 | 1982 | 1990 | 1999 | 2006 | 2017 |
| -------------------------- | ---- | ---- | ---- | ---- | ---- | ---- | ---- |
| 337                        | 443  | 989  | 1308 | 1452 | 1876 | 1816 | 1855 |
| Quellen: Cassini und INSEE |      |      |      |      |      |      |      |

## Persönlichkeiten
- Maurice Rousseau (1893–1967), römisch-katholischer Geistlicher und Bischof von Laval

## Sehenswürdigkeiten

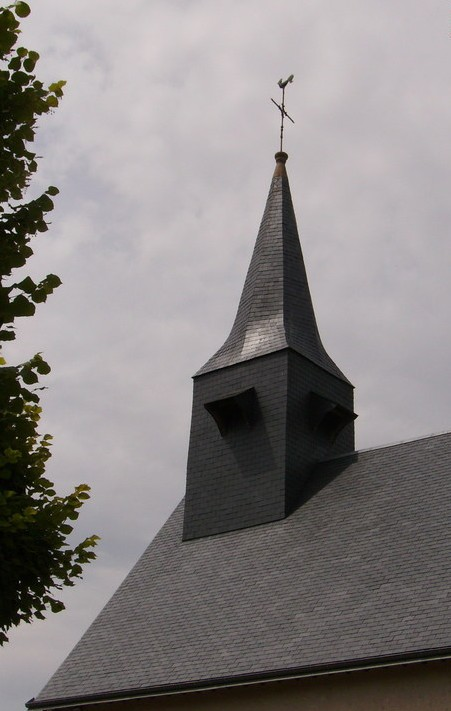
Kirche Saint-Sulpice

- Kirche Saint-Sulpice